# 레트로봇
레트로봇은 대한민국의 애니메이션 제작사이다. 대표작으로는 완구기업 영실업과 함께 제작한 변신자동차 또봇, 바이클론즈 시리즈가 있으며 현재는 자체기획 애니메이션 포텐독을 제작 중에 있다.

## 레트로봇 제작 애니
- 변신자동차 또봇
- 또봇: 대도시의 영웅들 또봇 시리즈의 신규 작품
- 바이클론즈
- 애슬론 또봇
- 포텐독